# Conservatoire supérieur de musique du Liceu
Le Conservatoire supérieur de musique du Liceu (en catalan, Conservatori Superior de Música del Liceu) de Barcelone est une des écoles de musique les plus importantes et prestigieuses de Catalogne.

## Historique

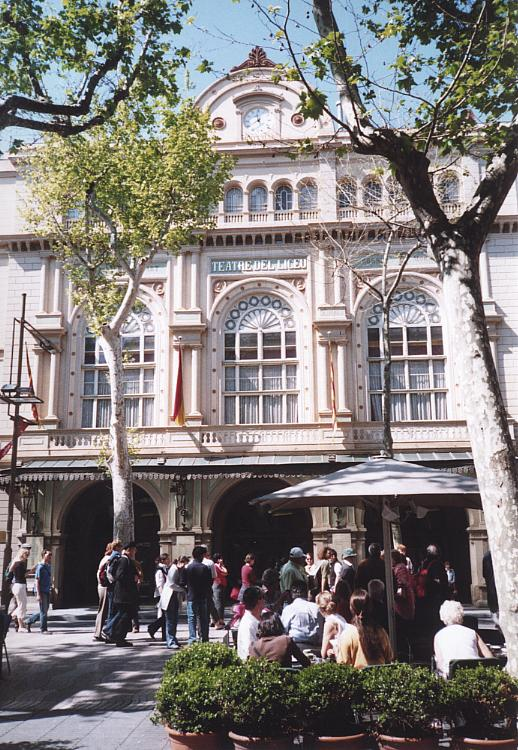
Grand théâtre du Liceu sur la Rambla de Barcelone

Il a été créé le 21 février 1837 par une équipé présidée par le commandant Manuel Gibert i Sans sous le nom de Liceu Filo-dramàtic de Montesion. En 1847, l'institution a inauguré le Grand théâtre du Liceu. En 1854, le conservatoire et le théâtre ont été séparés sur le plan administratif, mais ils ont gardé cependant d'étroites relations. En 1913, est créée l’escola Catalana d’art dramàtic, qui est à l’origine de l’actuel Institut del Teatre. En 1931, l'institution prend le nom de Conservatori del Liceu. En 1932 sont créées des filiales à Sabadell, Olot et Tarragone. En 1936, le Conservatoire dépend de la Generalitat de Catalogne. En 1992 se crée un réseau d'écoles filiales dans toute la Catalogne, Majorque et Andorre (32 écoles). Le Nou Conservatori Superior est situé au n° 86 de la rue Nou de la Rambla. Il a été conçu par l'architecte Dani Freixes et possède une superficie construite de 9 200 m2. Il a été inauguré le 3 novembre 2009 par un concert présidé par SM la Reine Sophie.

## Directeurs de l'institution
- Marià Obiols i Tramullas (1847-1888)
- Gabriel Balart i Crehuet (1889-1893)
- Francesc de Paula Sànchez i Cavagnach (1893-1918)
- Joan Lamote de Grignon (1919-1931)
- Josep Barberà i Humbert (1931-1938)
- Josep Biosca i Casas (1939-1949)
- Josep Munner (1949-1953)
- Pere Vallribera i Moliné (1953-1982)
- Ricard Villanueva
- Anna Albors
- Jaume Torrent
- Evelio Tieles
- Benet Casablancas.

## Professeurs du conservatoire
Parmi les professeurs qui ont exercé dans l'institution, on peut citer Antoni Nicolau, Jaume Pahissa, Ricard Valls, Salvador Pueyo, Antoni Ros-Marbà, Josep Còdol, Pau Casals, Higini Anglès, Joaquim Zamacois, Antoni Massana, Josep Muset, Miquel Querol, Rafael Grimal, Manuel Oltra et Josep Maria Llorens, Engelbert Humperdinck.

## Élèves du conservatoire
Parmi ses élèves on trouve entre autres, des artistes comme : 
- les chanteurs Francisco Viñas, Maria Barrientos, Josefina Huguet, Conchita Supervía, Mercedes Capsir, Elvira de Hidalgo, Miguel Fleta, Francisco Menén, Victoria de los Ángeles, Jaume Aragall, Montserrat Caballé, Manuel Ausensi, José Carreras, Eduard Giménez, Dalmacio González, Juan Pons, Josep Bros
- la guitariste Renata Tarragó
- le pianiste Frank Marshall
- les compositeurs Federico Mompou, Joan Lamote de Grignon, Ricard Lamote de Grignon, Joaquim Zamacois, Lluís Benejam, Joan Guinjoan Leonardo Balada, Carles Santos, Francisco Casanovas, Manuel Valls Mercè Torrents Turmo.